# Krvavá neděle (1968)
Krvavá neděle byl masakr 25. srpna 1968, kdy sovětští vojáci v Prostějově během invaze do Československa zastřelili tři neozbrojené civilisty. Dalších devět osob bylo zraněno.

## Průběh
Dne 20. srpna 1968 vtrhly armády pěti států Varšavské smlouvy do Československa a zahájily okupaci země. Dne 25. srpna 1968 ve 20 hodin projížděla přes Prostějov velká kolona sovětské armády z Olomouce do Brna. Vojáci zabloudili v ulicích Prostějova, jelikož Čechoslováci upravovali nebo odstraňovali dopravní značení, aby okupanty dezorientovali. Sověti projeli středem města, ale kvůli chybějícím ukazatelům špatně odbočili a obkroužili město a vrátili se zpět po příjezdové silnici z Olomouce. Sovětští vojáci začali být z dezorientace nervózní. U městského hřbitova začali střílet kolem sebe, i když ulice byly plné lidí. Střelba měla za následek vyražené výlohy, poškozené fasády domů a smrt tří lidí.

## Následky
Pohřební obřad tří obětí se konal 29. srpna 1968. V centru města se shromáždily tisíce lidí. Někteří drželi transparenty požadující odchod okupantů a odsouzení střelby. Masakr nebyl nikdy vyšetřen a Sověti označili informace o masakru za výmysl. Není známo, co konkrétně masakr iniciovalo a jeho pachatelé nebyli nikdy vypátráni ani potrestáni.